# Sergio Penazzi
Sergio Penazzi (Verona, 1934 – 1979) è stato un fagottista e direttore d'orchestra italiano.

## Biografia
Sergio Penazzi nacque a San Massimo, un sobborgo di Verona, il 13 agosto 1934.
Sfollato, si trasferì con la famiglia a Bolzano, dove iniziò gli studi musicali; finì la scuola dell'obbligo al Conservatorio Claudio Monteverdi, iscritto nella classe di fagotto, dove frequentò Aldo Clementi e Franco Donatoni, compositori che poi gli dedicarono pezzi in sua memoria.
Si trasferì a Firenze, dove dal 1955 al 1960 diventò primo fagotto al Maggio Musicale Fiorentino.
Studiò composizione con Bruno Bartolozzi e direzione d'orchestra con Sergiu Celibidache all'Accademia Chigiana di Siena, dove ottenne il Diploma di merito in Direzione d'Orchestra con Franco Ferrara.
Dal 1958 iniziò a sperimentare la possibilità di produrre suoni multipli e sviluppò innovazioni tecniche per il suo strumento.
Nel 1961 vinse il concorso per primo fagotto nell'Orchestra del Teatro alla Scala. È stato anche insegnante di fagotto presso il Conservatorio Giuseppe Verdi di Milano.
Particolarmente attivo come insegnante ed esecutore di musica contemporanea, ha giocato un ruolo fondamentale nello sviluppo di nuove tecniche esecutive del suo strumento. Ha collaborato con il compositore Giacomo Manzoni.
Si ricordano negli anni Sessanta le sue incisioni di musiche di Vivaldi e Geminiani, con i Solisti Veneti diretti da Claudio Scimone.
Nel 1967, in collaborazione con il compositore Bruno Bartolozzi, scrisse "New Sound For Woodwind", pubblicato dalla Oxford University Press.
Nel 1972 lasciò il Teatro alla Scala e fondò il complesso degli “Strumentisti della Scala”. Iniziò così una brillante carriera come direttore d'orchestra, dirigendo in Spagna, in America Latina, nell'Europa dell'est e in Italia, sia nei teatri che per le orchestre della Rai.
Del 1973 è l’incisione discografica di arie verdiane con Julia Wiener e l’orchestra di Radio Sofia, Balkanton.
Ammalatosi di leucemia, morì il 26 febbraio 1979.
Nel 2019 Rai 5 ha trasmesso un documentario sulla sua carriera, prodotto dal figlio Bernardino Penazzi, intitolato Polifonie - Ritratto di mio padre Sergio Penazzi.

## Riconoscimenti
A Verona, sua città natale, gli è stata dedicata una pista ciclabile in zona San Massimo.

## Pubblicazioni
- Sergio Penazzi, Metodo per fagotto, Milano, Suvini Zerboni, 1972.
- Sergio Penazzi, Il fagotto: altre tecniche: nuove fonti di espressione musicale, Milano, Ricordi, 1982.
- Vivaldi, Solisti Veneti sei concerti per Flauto Oboe Fagotto Claudio Scimone Erato
- Vivaldi, quattro concerti pour instrument a vent et orchestre a cordes Solisti veneti Claudio Scimone CBS
- Geminiani, Concerti Grossi Op. 7 Solisti Veneti claudio Scimone Erato
- Nel 2022 la casa editrice Suvini e Zerboni ha pubblicato la partitura inedita di "Polifonie, per Aspera ad Astra" per Fagotto 11 archi ed elettronica del 1960, pezzo dedicato ai Solisti Veneti di Claudio Scimone